# Filmografia de The Three Stooges
Esta é uma lista dos filmes de curtas e longas-metragens dos Três Patetas, lançados de 1930 até 1970.

## Legendas
- AP - Atores principais.
- AS - Atores secundários.
- C - Coletâneas.
- CM - Filmes de curta-metragem.
- CR - Filmes com cenas reaproveitadas.
- DC - Filmes realizados após o primeiro derrame de Curly Howard.
- DP - Domínio Público.
- LM - Filmes de longa-metragem.
- PP - Pequenas participações.
- O - Indicações ao Óscar.
- SF - Filmes realizados após a morte de Shemp Howard, com o "Shemp Falso".
- TV - Séries de Televisão.

## Ted Healy e Seus Patetas (Moe, Larry & Shemp)
1930
Soup to Nuts (De Cabo a Rabo) ----- (LM) (AS)

## Ted Healy e Seus Patetas (Moe, Larry & Curly)
1933
Nertsery Rhymes (Rimas Patéticas)  (CM) (AP)
Beer and Pretzels (Cerveja e Salgadinhos)  (CM) (AP)
Hello Pop! (CM) (AP)
Plane Nuts (Totalmente Malucos)  (CM) (AP)
Meet the Baron (LM) (AS)
Dancing Lady (Amor de Dançarina)  (LM) (AS)
Myrt and Marge  (LM) (AS)
1934
Fugitive Lovers (LM) (AS)
Hollywood on Parade # B-9 (CM) (AS)
The Big Idea (A Grande Ideia) (CM) (AP)
Hollywood Party (LM) (PP)

## Os Três Patetas: Moe, Larry & Curly

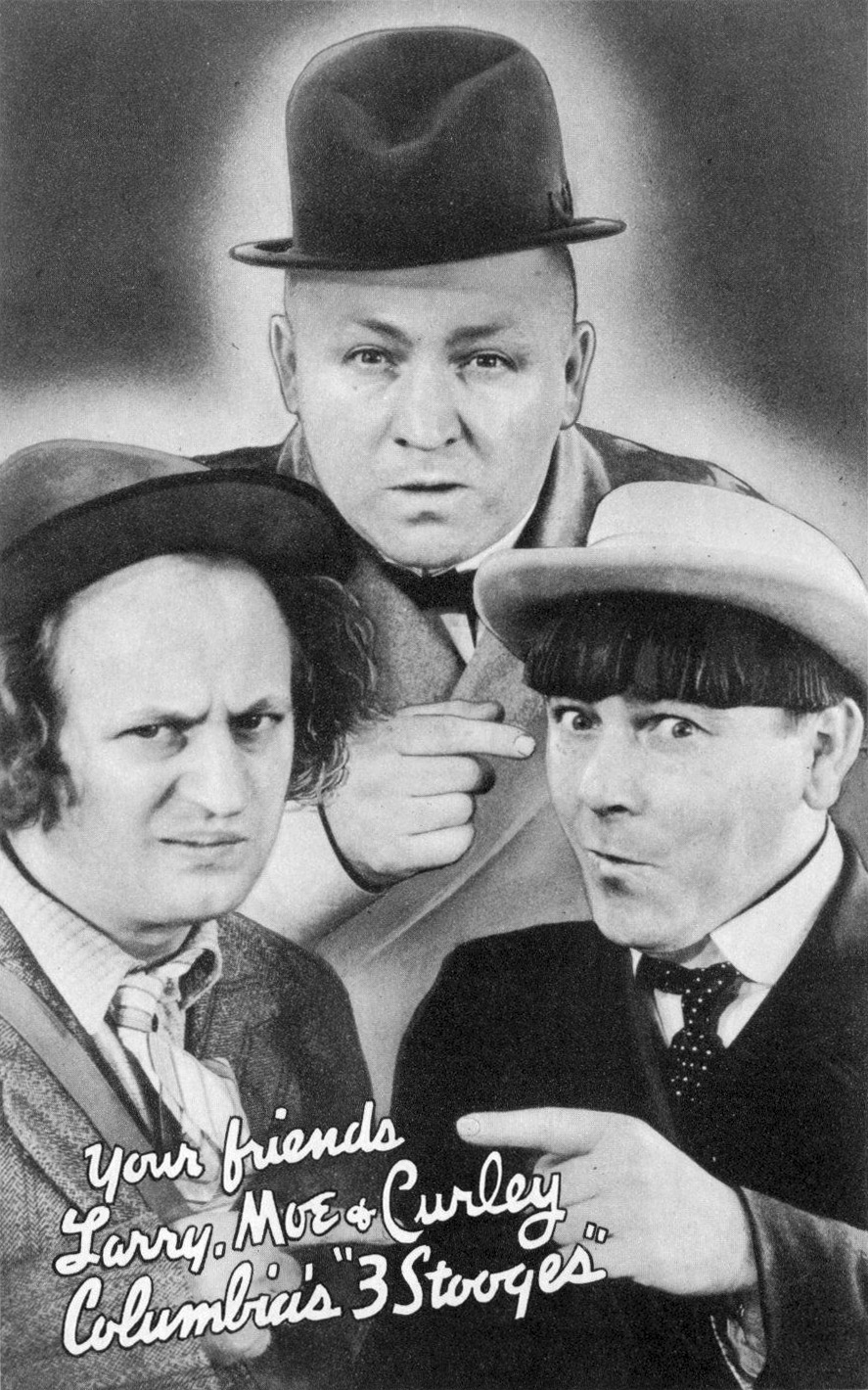
Larry, Curly e Moe

A partir dessa formação, todos atuam como atores principais e os filmes são de curta-metragem, exceto onde indicado.
1934
001 - Woman Haters (Odeio Mulheres)
002 - Punch Drunks (Trocando as Pernas)
003 - Men in Black (As Coisas estão Pretas) (O)
The Captain Hates the Sea (LM) (PP)
004 - Three Little Pigskins (Patetas é Apelido)
1935
005 - Horses' Collars (Um Cavalo e Três Cavalgaduras)
006 - Restless Knights (Cavaleiros Bagunceiros)
007 - Pop Goes the Easel (Vamos com Calma)
008 - Uncivil Warriors (Exército da Perdição)
009 - Pardon My Scotch (Perdão para Três)
010 - Hoi Polloi (Gentalha)
011 - Three Little Beers (Três Amigos Ursos)
1936
- 012 - Ants in the Pantry (Com o Bicho Carpinteiro)
- 013 - Movie Maniacs (Cinemaníacos)
- 014 - Half Shot Shooters (Quando a Farda é um Fardo)
- 015 - Disorder in the Court (Papagaiadas) ---- (DP)
- 016 - A Pain in the Pullman (Trio Tresloucado)
- 017 - False Alarms (Esses Três São Fogo)
- 018 - Whoops, I'm an Indian! (Sou um Índio)
- 019 - Slippery Silks (Mestres da Confusão)

1937
- 020 - Grips, Grunts and Groans (Campeões da Alegria)
- 021 - Dizzy Doctors (Fácil de Aplicar, Difícil de Explicar)
- 022 - 3 Dumb Clucks (Papai Perde a Cabeça)
- 023 - Back to the Woods (A Cor de Suas Peles) ---- (CR)
- 024 - Goofs and Saddles (Muito Vivos para Serem Mortos)
- 025 - Cash and Carry (Busca a Pé)
- 026 - Playing the Ponies (Sede de Vitória)
- 027 - The Sitter Downers (Os Rapazes São Capazes)

1938
- 028 - Termites of 1938 (Mestres do Entretenimento)
- 029 - Wee Wee Monsieur (Não Desertem no Deserto)
- Start Cheering ---- (LM) (PP)
- 030 - Tassels in the Air (Pinturas e Frescuras)
- 031 - Healthy, Wealthy and Dumb (Os Ricos Riem à Toa)
- 032 - Violent Is the Word for Curly (Palavreado Desenfreado)
- 033 - Three Missing Links (Qualquer Papelão nos Serve)
- 034 - Mutts to You (Raças e Graças)
- 035 - Flat Foot Stooges (Chamados para Apagarem as Chamas)

1939
- 036 - Three Little Sew and Sews (Na Mira do Almirante)
- 037 - We Want Our Mummy  (Entre Múmias e Patetas)
- 038 - A Ducking They Did Go (Eles Pagaram o Pato) ---- (CR)
- 039 - Yes, We Have No Bonanza (Cavadores de Encrencas)
- 040 - Saved by the Belle (Piadas e Espiadas)
- 041 - [./Calling All Curs Calling All Curs][1] (Isso é Uma Cachorrada)
- 042 - Oily to Bed, Oily to Rise (O Poço dos Desejos)
- 043 - Three Sappy People (Médicos às Avessas)

1940
- 044 - You Nazty Spy! (Espiões e Confusões)
- 045 - Rockin' Thru the Rockies (Patetas na Neve)
- 046 - A Plumbing We Will Go (Encanadores por Acaso)
- 047 - Nutty but Nice (Birutas, mas Bonzinhos)
- 048 - How High Is Up? (Rebitadores Rebitados)
- 049 - From Nurse to Worse (Três Malucos Entre Loucos) ---- (CR)
- 050 - No Census, No Feeling (Censo Sem Sentido)
- 051 - Cookoo Cavaliers (Salão de Belezas)
- 052 - Boobs in Arms (Risadas Têm Hora)

1941
- 053 - So Long Mr. Chumps (Uma Boa Ação a Mais)
- 054 - Dutiful But Dumb (Fotógrafos em Fuga)
- 055 - All the World's a Stooge (O Mundo é Patético)
- Time Out for Rhythm (Entra no Cordão) ---- (LM) (AS)
- 056 - I'll Never Heil Again (Espiadas e espiões)
- 057 - An Ache in Every Stake (Cozinheiros de Forno e Explosão)
- 058 - In the Sweet Pie and Pie (As Três Divorciadas) ---- (CR)
- 059 - Some More of Samoa (Patetas Ecológicos)

1942
- 060 - Loco Boy Makes Good (Esses Comediantes São Uma Comédia)
- 061 - Cactus Makes Perfect (Muito Ouro para Poucos Patetas)
- 062 - What's the Matador? (O Grande Matador)
- 063 - Matri-Phony (Graças na Grécia)
- 064 - Three Smart Saps (Os Três Noivos)
- 065 - Even As IOU (Três Sujeitos Cavalares)
- My Sister Eileen ---- (LM) (PP)
- 066 - Sock-a-Bye Baby (Um Bebê Entre Bobos)

1943
- 067 - They Stooge to Conga (Enfrentando o Inimigo) ---- (CR)
- 068 - Dizzy Detectives (Patetices e Macaquices) ---- (CR)
- 069 - Spook Louder (Herois Excêntricos)
- 070 - Back from the Front (Meia Volta Volver)
- 071 - Three Little Twirps (Que Palhaçada!)
- 072 - Higher Than a Kite (Infelizes Aterrissagens)
- 073 - I Can Hardly Wait (O molar é de amolar)
- 074 - Dizzy Pilots (Além de Idiotas, Aéreos) ---- (CR)
- 075 - Phony Express (Bobagens Expressas)
- 076 - A Gem of a Jam (Operação Sempre Abala)

1944
- 077 - Crash Goes the Hash (Príncipe de Araque)
- 078 - Busy Buddies (Profissionais do Humor)
- 079 - The Yoke's on Me (Forças Desarmadas)
- 080 - Idle Roomers (Recados e apatetados)
- 081 - Gents Without Cents (Esses Três são um Número)
- 082 - No Dough Boys (Modelos de Idiotice)

1945
- 083 - Three Pests in a Mess (Premiados arevezados)
- 084 - Booby Dupes (Peixe Para Variar)
- Rockin' in the Rockies ---- (LM) (AP)
- 085 - Idiots Deluxe (Isso é uma Ursada)
- 086 - If a Body Meets a Body (Corpo a Corpo) ---- (DC)
- 087 - Micro-Phonies (Os Três Tenores) ---- (DC)

1946
- 088 - Beer Barrel Polecats (Veja que Cerveja) ---- (CR) (DC)
- 089 - A Bird in the Head (Seu Cabeção Vale Um Milhão) ---- (DC)
- Swing Parade of 1946 (Os Três Patetas em Parada Musical) ---- (LM) (AS) (DP) (DC)
- 090 - Uncivil War Birds (Guerra Em Que Se Viu) ---- (DC)
- 091 - The Three Troubledoers (Procurando Encrenca) ---- (DC)
- 092 - Monkey Businessmen (Três Camaradas Elétricos) ---- (DC)
- 093 - Three Loan Wolves (Penhorados agradecem) ---- (DC)
- 094 - G.I. Wanna Home (Quem Casa Quer Casa) ---- (DC)
- 095 - Rhythm and Weep (Ao compasso da música) ---- (DC)
- 096 - Three Little Pirates (Que Pirataria!) ---- (DC)

1947
- 097 - Half-Wits Holiday (Três Idiotas de Elite) ---- (DC)

1960
- Stop! Look! And Laugh! (Pare! Olhe! E Ria!) ---- (C)

1974
- The Three Stooges Follies ---- (C)

## Os Três Patetas: Moe, Larry & Shemp
1947

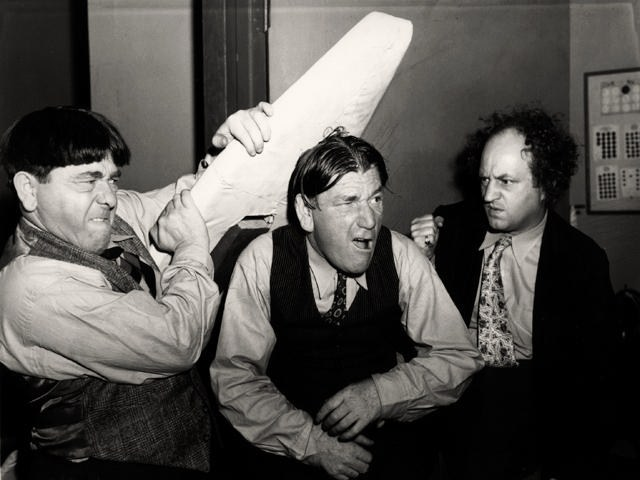
Moe, Shemp e Larry em 1947

- 098 - Fright Night (Marmelada Indigesta)
- 099 - Out West (Veias e Veios)
- 100 - Hold That Lion! (Segurem o Leão!)
- 101 - Brideless Groom (Se Não Casar, Azar) ---- (DP)
- 102 - Sing a Song of Six Pants (Dívidas Impagáveis) ---- (DP)
- 103 - All Gummed Up (Milagres Nós Não Fazemos)

1948
- 104 - Shivering Sherlocks (A Ameaça Tem Graça)
- 105 - Pardon My Clutch  (Quem é o Mais Lunático?)
- 106 - Squareheads of the Round Table (Três Quadrados e Uma Redonda)
- 107 - Fiddlers Three  (No Reino da Confusão)
- 108 - The Hot Scots  (Limpeza Profissional)
- 109 - Heavenly Daze  (Um Sonho Celestial)
- 110 - I'm a Monkey's Uncle  (Rixas Nas Rochas)
- 111 - Mummy's Dummies (O Faraó é uma Múmia)
- 112 - Crime on Their Hands  (A Ideia é Brilhante)

1949
- 113 - The Ghost Talks  (Fala, Fantasma!)
- 114 - Who Done It? (Protejam-se dos protetores)
- 115 - Hokus Pokus  (Mágicas Idiotas)
- 116 - Fuelin' Around  (Três Estonteados)
- 117 - Malice in the Palace  (Três Sujeitos Piramidais) ---- (DP) (CR)
- 118 - Vagabond Loafers  (Entrando Pelo Cano) ---- (CR)
- Jerks of All Trades ----- (TV)
- 119 - Dunked in the Deep (Espiando espiões)

1950
- 120 - Punchy Cowpunchers (Cavalgaduras)
- 121 - Hugs and Mugs (Verdadeiras Pérolas)
- 122 - Dopey Dicks (Miolos Moles)
- 123 - Love at First Bite (Amor, a quanto me leva)
- 124 - Self-Made Maids (Artistas do riso)
- 125 - Three Hams on Rye (Esses Três São Uma Peça)
- 126 - Studio Stoops (Um Estúdio e Três Estúpidos)
- 127 - Slaphappy Sleuths (De olho no óleo)
- 128 - A Snitch in Time (Essa não cola)

1951
- 129 - Three Arabian Nuts (Três Árabes Idiotas)
- 130 - Baby Sitters Jitters (Babás, Bobos)
- 131 - Don't Throw That Knife (Cortando um Doze)
- 132 - Scrambled Brains (Muito amor, Muito Humor)
- 133 - Merry Mavericks (Venham Cá, Boys) ---- (CR)
- Gold Raiders ---- (LM) (AP)
- 134 - The Tooth Will Out (Um Dente e Três Sorridentes)
- 135 - Hula-La-La (Hula-Lá)
- 136 - Pest Man Wins (Controle de Descontrolados) ---- (CR)

1952
- 137 - A Missed Fortune (Afortunados sem fortuna) ---- (CR)
- 138 - Listen, Judge (Juiz, Tenha Juízo)
- 139 - Corny Casanovas (Casanovas um Tanto Velhos)
- 140 - He Cooked His Goose (Corações em Disparada)
- 141 - Gents in a Jam (Três Cavalheiros Galhofeiros)
- 142 - Three Dark Horses (Esses Três São Demais)
- 143 - Cuckoo on a Choo Choo (Arrastando as Asas)

1953
- 144 - Up in Daisy's Penthouse (Quem é quem) ---- (CR)
- 145 - Booty and the Beast (Incêndios até certo ponto) ---- (CR)
- 146 - Loose Loot (Variedades de avariados) ---- (CR)
- 147 - Tricky Dicks (As grades não agradam) ---- (CR)
- 148 - Spooks! (Gente Confusa Só Faz Confusão)
- 149 - Pardon My Backfire (Óleo por óleo)
- 150  - Rip, Sew and Stitch (Se a moda pega) ---- (CR)
- 151  - Bubble Trouble  (Farmacêuticos Sem Remédio) ---- (CR)
- 152  - Goof on the Roof (Falta uma telha em cada um)

1954
- 153 - Income Tax Sappy (Tachados de loucos)
- 154 - Musty Musketeers (Todos por um, Cada um por si) ---- (CR)
- 155 - Pals and Gals (Abalados à bala) ---- (CR)
- 156 - Knutzy Knights (Bobões reais) ---- (CR)
- 157 - Shot in the Frontier (No meio do tiroteio)
- 158 - Scotched in Scotland (Almas depenadas) ---- (CR)

1955
- 159 - Fling in the Ring (Três sujeitos pancadas) ---- (CR)
- 160 - Of Cash and Hash (Serviço a la carte) ---- (CR)
- 161 - Gypped in the Penthouse (Cavando a Vida)
- 162 - Bedlam in Paradise (O paraíso não é para patetas) ---- (CR)
- 163 - Stone Age Romeos (Risadas cavernosas) ---- (CR)
- 164 - Wham Bam Slam (As férias são um gozo) ---- (CR)
- 165 - Hot Ice (Tiras e trapos) ---- (CR)
- 166 - Blunder Boys (Disfarçados atordoados)

1956
- 167 - Husbands Beware (Lar, Amargo lar) ---- (CR)
- 168 - Creeps (Espíritos Espirítuosos) ---- (CR)
- 169 - Flagpole Jitters (Hipnotizados azarados) ---- (CR)
- 170 - For Crimin' Out Loud (Detetives muito particulares) ---- (CR)
- 171 - Rumpus in the Harem (Não insultem um Sultão) ---- (CR) (SF)
- 172 - Hot Stuff (Explosão de risos) ---- (CR) (SF)
- 173 - Scheming Schemers (Pilhas e piadas) ---- (CR) (SF)
- 174 - Commotion on the Ocean (Mar e azia) ---- (CR) (SF)
- Columbia Laff Hour ---- (C)

## Os Três Patetas: Moe, Larry & Joe
1957
- 175 - Hoofs and Goofs (Apenas um Trote)
- 176 - Muscle Up a Little Closer (Amor do Tamanho de um Bonde)
- 177 - A Merry Mix Up (A prova dos nove)
- 178 - Space Ship Sappy (Gente do Outro Planeta)
- 179 - Guns a Poppin! (Bam, Bem, Bim, Bom, Bum) ---- (CR)
- 180 - Horsing Around (Salvem ele)
- 181 - Rusty Romeos (Ser Noivo não é Novidade) ---- (CR)
- 182 - Outer Space Jitters (Três Pequenas Eletrizantes)

1958
- 183 - Quiz Whizz (Dispostos a Pagar Impostos)
- 184 - Fifi Blows Her Top (Romance sem Chance) ---- (CR)
- 185 - Pies and Guys (Meu Querido Lorde) ---- (CR)
- 186 - Sweet and Hot (De Médico e de Muito Louco)
- 187 - Flying Saucer Daffy (Garotas do Outro Mundo)
- 188 - Oil's Well That Ends Well (É o Fim) ---- (CR)

1959
- 189 - Triple Crossed (Namorado atrapalhado) ---- (CR)
- 190 - Sappy Bull Fighters (O Touro é um Estouro) ---- (CR)
- Three Stooges Fun-o-Rama ---- (C)

## Os Três Patetas: Moe, Larry & Curly-Joe

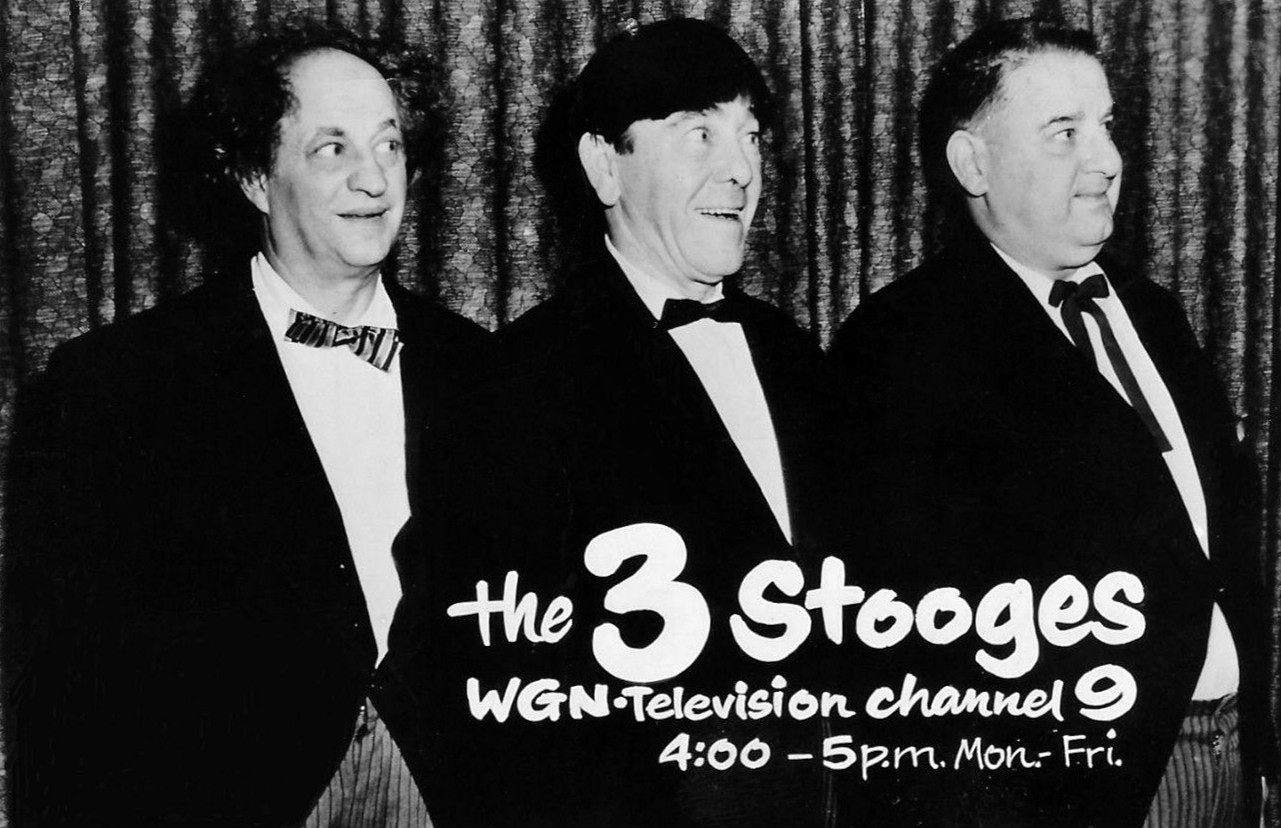
Larry, Moe e Curly Joe em 1962

A partir dessa formação, todos os filmes são de longa-metragem, exceto onde indicado.
1959
- Have Rocket, Will Travel (Foguete Errante)

1960
- Three Stooges Scrapbook ---- (TV)

1961
- Snow White and the Three Stooges (Branca de Neve e os Três Patetas)

1962
- The Three Stooges Meet Hercules (Os Três Patetas com Hércules no Olimpo) ---- (CR)
- The Three Stooges in Orbit  (Os Três Patetas em Órbita) ---- (CR)

1963
- The Three Stooges Go Around the World in a Daze (A Volta ao Mundo em Oitenta Risadas)
- It's a Mad, Mad, Mad, Mad World ---- (PP)
- 4 for Texas ---- (PP)

1965
- The Outlaws Is Coming (Os Reis do Faroeste)
- The New Three Stooges ---- (TV) (DP)

1968
- Star Spangled Salesman ---- (CM)

1970
- Kook's Tour (A Turnê dos Birutas) ---- (TV) (DP)